# Usbekistania
Usbekistania es un género de foraminífero bentónico de la subfamilia Usbekistaniinae, de la familia Ammodiscidae, de la superfamilia Ammodiscoidea, del suborden Ammodiscina y del orden Astrorhizida. Su especie-tipo es Glomospirella (Usbekistania) mubarekensis. Su rango cronoestratigráfico abarca desde el Barremiense (Cretácico inferior) hasta la Actualidad.

## Discusión
Clasificaciones previas incluían Usbekistania en el suborden Textulariina del orden Textulariida.

## Clasificación
Usbekistania incluye a las siguientes especies:
- Usbekistania charoides
  - Usbekistania charoides antarctica
- Usbekistania globosa
- Usbekistania kenawyi

Otra especie considerada en Usbekistania es:
- Usbekistania mubarekensis, considerado sinónimo posterior de Usbekistania charoides